# La Cinquième Plaie d'Égypte
La Cinquième Plaie d'Égypte (titre original : The Fifth Plague of Egypt) est un tableau de Joseph Mallord William Turner. Il s'agit d'une œuvre entre la peinture d'histoire et la peinture de paysage.

## Description et histoire

### Sujet
Malgré son titre, le tableau représente la septième des dix plaies d'Égypte. En effet, le sous-titre de l'œuvre est une citation de la plaie IX, 23 issue du livre de l'Exode. Au premier plan, Moïse est visible en train de maudire les Égyptiens tandis que deux chevaux et un homme morts représentent « la mort des troupeaux », la cinquième plaie d'Égypte. Une pyramide blanchâtre au centre de la toile sombre permet de situer l'action.
Il s'agit de la première œuvre peinte par Turner qui est issue de l'Ancien Testament et de l'Antiquité. En 1802, il réalisera aussi La Dixième Plaie d'Égypte.

### Contexte
Turner a présenté cette peinture pour l'exposition annuelle de la Royal Academy à Londres en 1800. Âgé de seulement 24 ans, Turner est désireux d'impressionner les critiques d'art de la ville, avec la plus grande toile présentée par un jeune artiste. Turner, accepté à la Royal Academy comme membre associé en 1799, était sûrement désireux d'asseoir sa place.

### Influence
Les influences de Nicolas Poussin et Richard Wilson sont perceptibles dans ce tableau,.

### Propriété
Le premier propriétaire du tableau est l'écrivain William Thomas Beckford et la somme déboursée — 150 guinées — participe à établir la renommée de Turner. La peinture est ensuite acheté par Henry Jeffrey en 1807, puis cédé à Thomas Tudor (en). Beckford pourrait être aussi le commanditaire de l'œuvre.
Elle est chez Thomas Griffith — l'agent de Turner — en 1847, puis George Young l'a acquise en 1853. Le tableau est en vente chez Christie's à Londres en 1866 où il est acheté par le comte Grosvenor en 1866 et reste en sa possession au moins jusqu'en 1871. Le tableau est acheté par Sir J.C. Robinson puis cédé en 1876 à Francis Cook (en). Le tableau est ensuite vendu à Sir Alexander Korda par la famille Cook. John Mitchell achète la peinture en 1955 et, finalement, le futur musée d'art d'Indianapolis l'achète dans la même année.

### Conservation
Le tableau est conservé au musée d'art d'Indianapolis, aux États-Unis.